# Thereva macdunnoughi
Thereva macdunnoughi är en tvåvingeart som beskrevs av Cole 1925. Thereva macdunnoughi ingår i släktet Thereva och familjen stilettflugor.
Artens utbredningsområde är Alberta. Inga underarter finns listade i Catalogue of Life.